# Phar (informatique)
Pour l’article homonyme, voir Phar.
Le format de fichier phar (pour PHP Archive) est un format d'archive pour stocker des paquetages PHP manipulables sans décompression.

## Historique
Ce format créé en 2004 fut inspiré du JAR pour Java. L'extension fut ensuite intégrée par défaut au langage à partir de PHP 5.3.0 (en 2007).

## Exemple
Pour récupérer un fichier du paquetage :
```
  
include
 
'phar:///path/to/myphar.phar/file.php'
;

```

Pour générer un paquetage, on utilise la méthode "convertToExecutable" de la classe "Phar".